# Quinta modernizzazione
La Quinta modernizzazione fu in origine un dazibao posto da Wei Jingsheng presso il Muro della libertà a Pechino nel 1978.
Nello stesso anno Deng Xiaoping aveva proposto la riforma politico-economica delle cosiddette "Quattro modernizzazioni": agricoltura, scienza/tecnologia, industria e difesa nazionale. L'autore propose di aggiungervi la democrazia, a suo parere indispensabile per una vera e propria modernizzazione della Cina comunista.